# Leptostomum perfectum
Leptostomum perfectum är en bladmossart som beskrevs av Edwin Bunting Bartram 1942. Leptostomum perfectum ingår i släktet Leptostomum och familjen Bryaceae. Inga underarter finns listade i Catalogue of Life.